# Papeži
Papeži este o localitate din comuna Osilnica, Slovenia, cu o populație de 16 locuitori.